# Javier Moll
Francisco Javier Moll de Miguel (Zaragoza, 8 de mayo de 1950) es un empresario y editor español fundador y presidente del grupo editorial Prensa Ibérica.

## Biografía
Es hijo del militar Sebastián Moll Carbó y de María del Carmen de Miguel Mayoral, y hermano de la política y empresaria Mercedes Moll de Miguel, diputada por Unión de Centro Democrático en la legislatura 1977-1979. Además, está vinculado por matrimonio a la familia Sarasola, que tuvo un destacado papel durante la transición democrática.

## Trayectoria
Licenciado en derecho, comenzó su carrera en las finanzas, trabajando en Banco Atlántico y en Banca Garriga Nogués, y fue consejero del Banco de las Islas Canarias (Isbanc). Los primeros pasos de su andadura en los medios de comunicación coincidieron con la promulgación de la Constitución Española de 1978, cuando fue fundada Editorial Prensa Canaria, pilar de Prensa Ibérica, constituida en 1984 y en la que se han integrado cabeceras históricas como: La Nueva España, Diario Información, Levante-EMV y el Faro de Vigo.
Entre 2014 y 2016 ejerció la presidencia del Instituto de la Empresa Familiar.
Preside la Corporación Médica Corachán. Es consejero de la inmobiliaria LAIMO.
En 2017 asumió la presidencia la Asociación de Medios de Información.
El Mundo ha calificado a Javier Moll como "el Rey Midas de la prensa regional" y ha incluido a Moll en la lista de "los 200 más ricos de España en 2019".

## Reconocimientos
En 2018 Moll recogió el premio del Festival de Televisión de Vitoria concedido a la Asociación de Medios de Información que preside. También en 2018 fue galardonado con el premio de la Asociación de la Empresa Familiar de Alicante.